# Startovaya
Startovaya en ruso: Стартовая, es una variedad cultivar de ciruelo (Prunus domestica), de las denominadas ciruelas europeas,
una variedad de ciruela obtenida en el "Instituto Panruso de Investigación de Genética y Selección de Plantas Frutales, I.V. Michurin". Las frutas tienen un tamaño muy grande, son de forma ovalada, uniformes, siendo la parte superior del fruto redonda, la base es dentada y el hueso está situado poco profundo, piel de grosor medio, con color principal es púrpura, la cubierta es rojo oscuro, con una ligera capa de pruina azulada, y pulpa de color amarilla, jugosa con el jugo incoloro, y su sabor es agridulce.

## Sinonimia
- "Стартовая",
- "A partir de",
- "Слива Стартовая",
- "Sliva Startovaya".[4][5]

## Historia
'Startovaya' es una variedad de ciruela creada por el equipo de obtentores formado por G.A. Kursakov, G.G. Nikiforova, T.A. Pisanova, y R.E. Bogdanov en el "Instituto Panruso de Investigación de Genética y Selección de Plantas Frutales, I.V. Michurin" mediante el cruce de la variedad 'Eurasia 21' como "Parental Madre" x el polen de la variedad 'Volzhskaya Krasavitsa' como "Parental Padre".
'Startovaya' está inscrita en el "Registro Estatal" para la Región Central de la Tierra Negra desde 2006.

## Características
'Startovaya' es un árbol de tamaño mediano con copa ovalada ancha. La copa es densa y el follaje es de tamaño mediano. Los brotes son de grosor mediano, ligeramente curvados, de color marrón rojizo y tienen una pruina grisácea. Los brotes son de tamaño mediano, puntiagudos, cónicos, de color marrón oscuro y no están pegados al brote. Presenta numerosas lenticelas, de tamaño mediano y de color marrón grisáceo. La hoja es mediana, ovalada ancha, de punta corta, verde y arrugada. El borde de la hoja es ondulado y aserrado. Las estípulas caen pronto. El pecíolo es mediano y pigmentado. Las glándulas son medianas, amarillas, dos por pecíolo. Las flores son grandes y blancas. El cáliz tiene forma de campana. El estigma del pistilo es más alto que las anteras.
'Startovaya' tiene frutos de tamaño muy grande con un peso promedio de 52 gr, de forma ovalada, uniformes, siendo la parte superior del fruto redonda, la base es dentada y el hueso está situado poco profundo; piel de grosor medio, con color principal es púrpura, la cubierta es rojo oscuro, con una ligera capa de pruina azulada; no hay puntos subcutáneos; el pedúnculo es de longitud media, y un grosor medio, los frutos se separan fácilmente del pedúnculo; la pulpa es de color amarilla, jugosa con el jugo incoloro, y su sabor es agridulce (4,7 puntos). Composición bioquímica: materia seca - 16,23 %, azúcares - 8,52 %, ácidos - 2,45 %, catequinas P-activas - 209 mg / 100 g, ácido ascórbico - 6,32 mg / 100 gr.
Hueso es semi adherente, grande, ovalado y se separa fácilmente de la pulpa.
El fruto madura en la tercera decena de agosto. Los frutos son transportables.

## Usos
Los frutos son adecuados tanto para el consumo en fresco como para diversos tipos de procesamiento, entre otros, mermelada, conservas.

## Cualidades
Ventajas: maduración ultra temprana, frutos de gran tamaño y gran sabor, ideal para uso universal. 
Desventajas: rendimiento medio de fruto es escaso.